# Gighera (gmina)
Gighera – gmina w Rumunii, w okręgu Dolj. Obejmuje miejscowości Gighera, Nedeia i Zăval. W 2011 roku liczyła 3131 mieszkańców.